# Racov

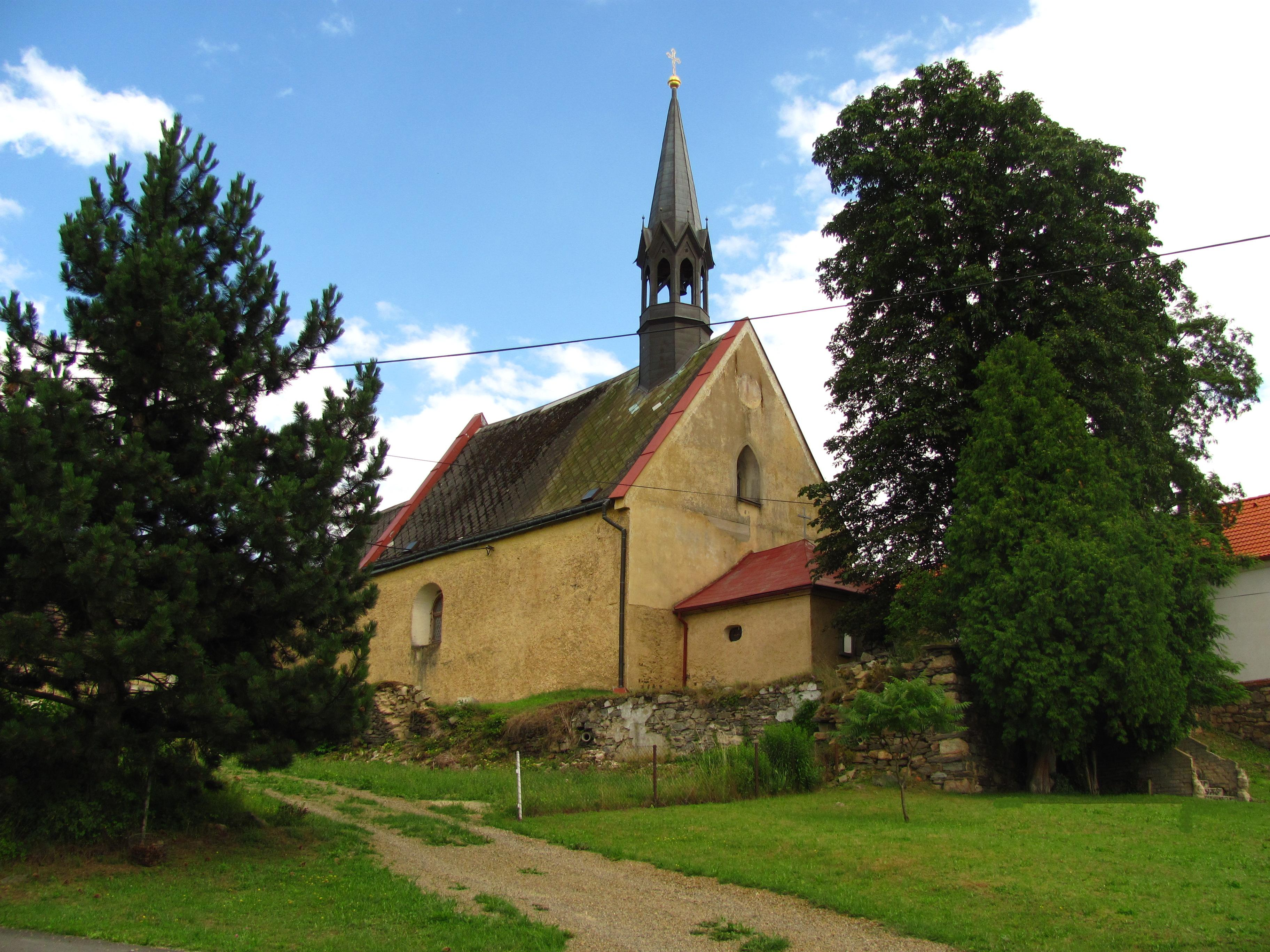
Kirche des hl. Martin

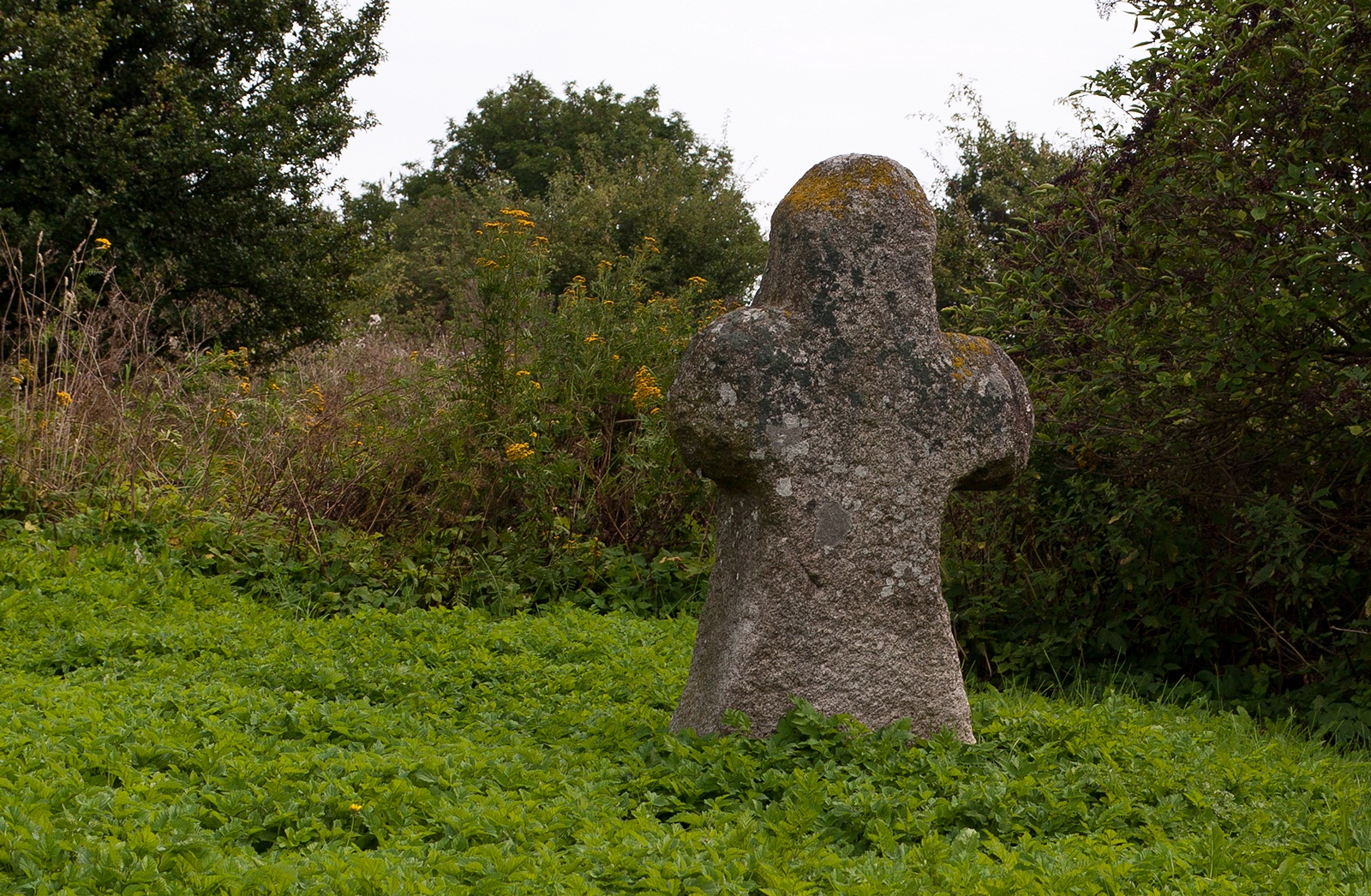
Sühnekreuz am Friedhof

Racov (deutsch Ratzau) ist ein Ortsteil der Gemeinde Staré Sedlo (Altsattel) im Okres Tachov in Westböhmen. Racov liegt 3,5 km südwestlich von Staré Sedlo zwischen Strachovice (Strachowitz) und Darmyšl (Darmschlag). Die nächstgelegene Stadt ist das 10 km nordwestlich befindliche Bor (Haid).

## Geschichte
Das Dorf Ratzau wird erstmals am 16. November 1247 urkundlich erwähnt. Eine Steuerrolle aus dem 18. Jahrhundert zählt 13 Bauern, 1 Chalupner (Kleinbauer) und 9 Gärtner, dazu eine Schafhütte auf. 1789 standen in Ratzau 41 Häuser. 1838 waren es 46, darunter ein Meierhof, eine Schäferei und ein Jägerhaus. 1945 war 54 die höchste Hausnummer geworden. Die Bevölkerung war ausschließlich deutschsprachig.
Im September 1938 erfolgte die Mobilmachung der Tschechoslowakischen Republik. Aus Angst vor einem „Bruderkrieg“ war der männliche Teil der Bevölkerung bereits geflüchtet, so dass niemand eingezogen werden konnte. Am 2. Oktober 1938 zog die deutsche Wehrmacht in Ratzau ein. Im Jahre 1939 hatte der Ort 242 Einwohner.

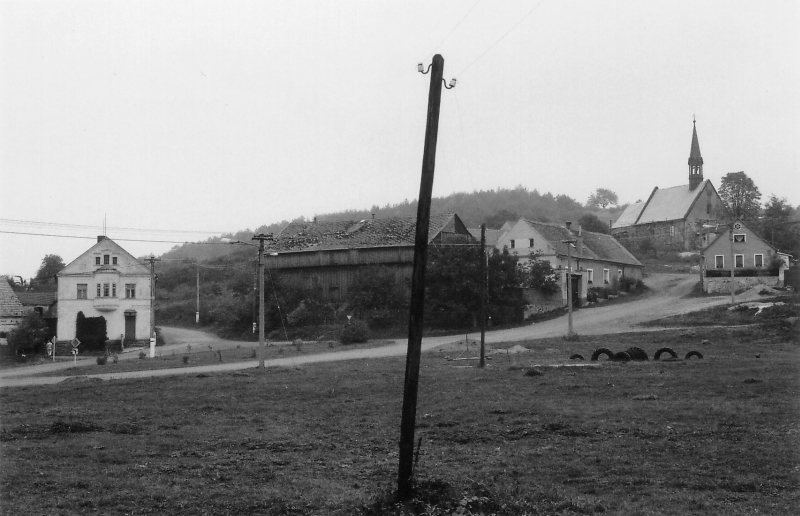
Haus Nr. 6 und Martinskirche. Im Vordergrund die zugeschütteten Weiher (1985)

Am 2. Februar 1945 kamen die ersten Flüchtlinge aus Schlesien nach Ratzau. Später folgte aus Pilsen ein weiterer Flüchtlingstransport mit 180 Personen. Am 22. April musste ein Flieger oberhalb des Dorfes beim neuen Friedhof notlanden und verbrannte. Dieses Ereignis war das einzige Kriegsgeschehen, das Ratzau unmittelbar betraf.
Am 5. Mai 1945 zogen die Amerikaner in den unbeschädigten Ort ein. In einer ersten Vertreibungswelle eigneten sich Tschechen aus Tábor vorübergehend Anwesen und Besitzungen an, die später dem Kolchosebetrieb angegliedert wurden. Im März 1946 wurde mit der planmäßigen Vertreibung der alten Ortsbewohner begonnen. Bis Ende des Jahres 1946 war Ratzau vollständig entvölkert. Die meisten Einwohner kamen nach Bayern, einige Familien in die Sowjetische Besatzungszone.
In den 1960er- und 1970er-Jahren wurden mehrere Häuser wegen Feuchtigkeit abgerissen und die Dorfweiher zugeschüttet. 1991 hatte der Ort 59 Einwohner. Im Jahre 2001 bestand das Dorf aus 25 Wohnhäusern, in denen 50 Menschen lebten.

## Wirtschaft
Ratzau war bis zum Ende des Zweiten Weltkriegs ein Bauerndorf. Bekannt war es durch seinen Obstreichtum. Im Laufe der Jahrhunderte wurden die meisten Häuser nach und nach in Stein neu gebaut. 1937 wurde der Ort elektrifiziert.

## Sehenswürdigkeiten
Racov besitzt eine Dorfkirche (Martinskirche) aus dem 13. Jahrhundert.